# Labena grandis
Labena grandis là một loài tò vò trong họ Ichneumonidae.